# Taiyutyla francisca
Taiyutyla francisca är en mångfotingart som beskrevs av Shear 1971. Taiyutyla francisca ingår i släktet Taiyutyla och familjen Conotylidae. Inga underarter finns listade i Catalogue of Life.